# 邱奕寰
邱 奕寰（きゅう えきかん、ウェード式：Chiu I-Huan，1990年3月15日－）は台湾台北市出身のサッカー選手。台湾都市対抗フットボールリーグの台湾電力足球隊所属。ポジションはフォワード。

## 来歴
学生時代は台北市北投区石牌国中，台北市の泰北高中，銘伝大学観光学部にて、サッカー部在籍，大学時代に邱奕寰は銘伝大学代表として大専サッカーリーグ（UFA）及び都市対抗サッカーリーグに出場、2010年及び2011年大専サッカーリーグで台北科技大学との対戦で勝利を決定付けるゴールをあげ、銘伝大学の勝利に貢献した。2012年は更に銘伝大学が当期の大専サッカーリーグで三位に、自身もシルバーブーツ賞獲得した。都市対抗サッカーリーグにおいては、2011年全国都市対抗サッカーリーグにおいて、邱奕寰は銘伝大学飛馳足球隊を代表する選手として、国訓戦では梅開二度（一試合二得点）を記録、最終スコアは3:2の逆転勝利をおさめた。
2012年、邱奕寰は銘傳大学を卒業した。

## プロ入り後

### クラブチーム
銘伝大学卒業後、短い期間ではあるが都市対抗サッカーリーグにおいて“南覇天”と言われる台電足球隊からの誘いを受け加入、しかし兵役の問題から、体育替代役男という立場で台湾国訓足球隊に所属。
2014年に国訓での代替役が終わり、台電足球隊に復帰、さらに2014年全国都市対抗サッカーリーグでは台電足球隊の主力として母校の銘伝大学飛馳足球隊対戦した際、そのシーズン最初の帽子戯法を記録、5:1での大勝に貢献した。
こうしてこの年は台電足球隊がリーグ優勝を果たし，邱奕寰自身はさらにゴールデンブーツ賞を獲得した。

### 台湾代表
2011年に中華台北U23代表に選出。A代表にも2011年に選出されたが、当時の代表監督である韓国籍の李泰昊（英語: Lee Tae-ho）が邱奕寰を見て代表招集を決定、2011年龍騰盃国際親善大会での対マカオ代表戦において3:1で勝利したが、自身がヘッドで一点決めただけではなく、他の二得点も共に邱奕寰が攻撃の起点となったものだった。
2015年11月初旬、には中華台北五人制足球代表隊に招集、モンゴルウランバートルで開催された2016 AFCフットサル選手権予選に代表として帯同、東アジア地区予選二位となりウズベキスタンで開催された2016 AFCフットサル選手権にも参加した。

## 代表歴

### 試合数
| 台湾代表                 | 台湾代表 | 台湾代表 | 台湾代表 |
| 年度                     | 出賽     | 進球     | 參考     |
| ------------------------ | -------- | -------- | -------- |
| 2011                     | 2        | 1        | [ 12 ]   |
| 2013                     | 3        | 0        | [ 12 ]   |
| 2014                     | 3        | 0        | [ 12 ]   |
| 總計                     | 8        | 1        | [ 12 ]   |
| 最後更新於2015年11月29日 |          |          | [ 12 ]   |

### ゴール
| 日時          | 開催地                | ホーム               | 得点 | アウェイ | 試合概要     | 得点 | 累計 |
| ------------- | --------------------- | -------------------- | ---- | -------- | ------------ | ---- | ---- |
| 2011年9月30日 | 中華民国（台湾） 高雄 | チャイニーズタイペイ | 1:0  | マカオ   | 2011年龍騰盃 | 1    | 1    |

## タイトル

### クラブチーム
2014年全国都市対抗サッカーリーグ 優勝 - 台電足球隊